# Dolichiscus mirabilis
Dolichiscus mirabilis är en kräftdjursart som beskrevs av Brandt 1990. Dolichiscus mirabilis ingår i släktet Dolichiscus och familjen Austrarcturellidae. Inga underarter finns listade i Catalogue of Life.